# Mikael Lövgren
Jan Fredrik Mikael Lövgren, född 16 augusti 1961 i Göteborg, är en svensk företagsledare. 
Mikael Lövgren är utbildad civilekonom från Handelshögskolan i Stockholm och har studerat juridik vid Stockholms universitet. Han har bland annat varit verksam inom strategikonsultföretaget Boston Consulting Group (BCG), först i London och därefter mellan 1988 och 2005 i Stockholm, där han startade upp BCG:s nordiska verksamhet. Under större delen av sin tid på BCG var han Nordenchef och ansvarig för företagets hälso- och sjukvårdsgrupp.  Efter att Lövgren lämnat BCG startade han ett eget investmentbolag, Lövgren & Partners, med investeringar i företag bland andra TV-produktionsbolaget Tre Vänner och tampongtillverkaren Ellen.
Efter åren på BCG var Lövgren under knappt två år konsult på TV4. År 2006 anställdes han i det internationella riskkapitalbolaget Bridgepoint Capital, som rådgivande styrelseledamot för den nordiska marknaden. Sedan 2008 är han Bridgepoints Managing Partner för Norden.
För riskkapitalbolagens räkning verkar han i flera styrelser, bland annat som styrelseordförande i finländska vårdföretaget Terveystalo. Utöver detta sitter han även i styrelsen för Karolinska Universitetssjukhuset.